# Ramahlwe Mphahlele
Ramahlwe Quinton Mphahlele (Lepele-Nkumpi, 1º febbraio 1990) è un calciatore sudafricano, difensore dell'AmaZulu e della nazionale sudafricana.

## Palmarès

### Club

#### Competizioni nazionali
- Campionato sudafricano: 2

Mamelodi Sundowns: 2013-2014, 2015-2016
- Nedbank Cup: 1

Mamelodi Sundowns: 2015
- Coppa di Lega sudafricana: 1

Mamelodi Sundowns: 2015